# Avegoor

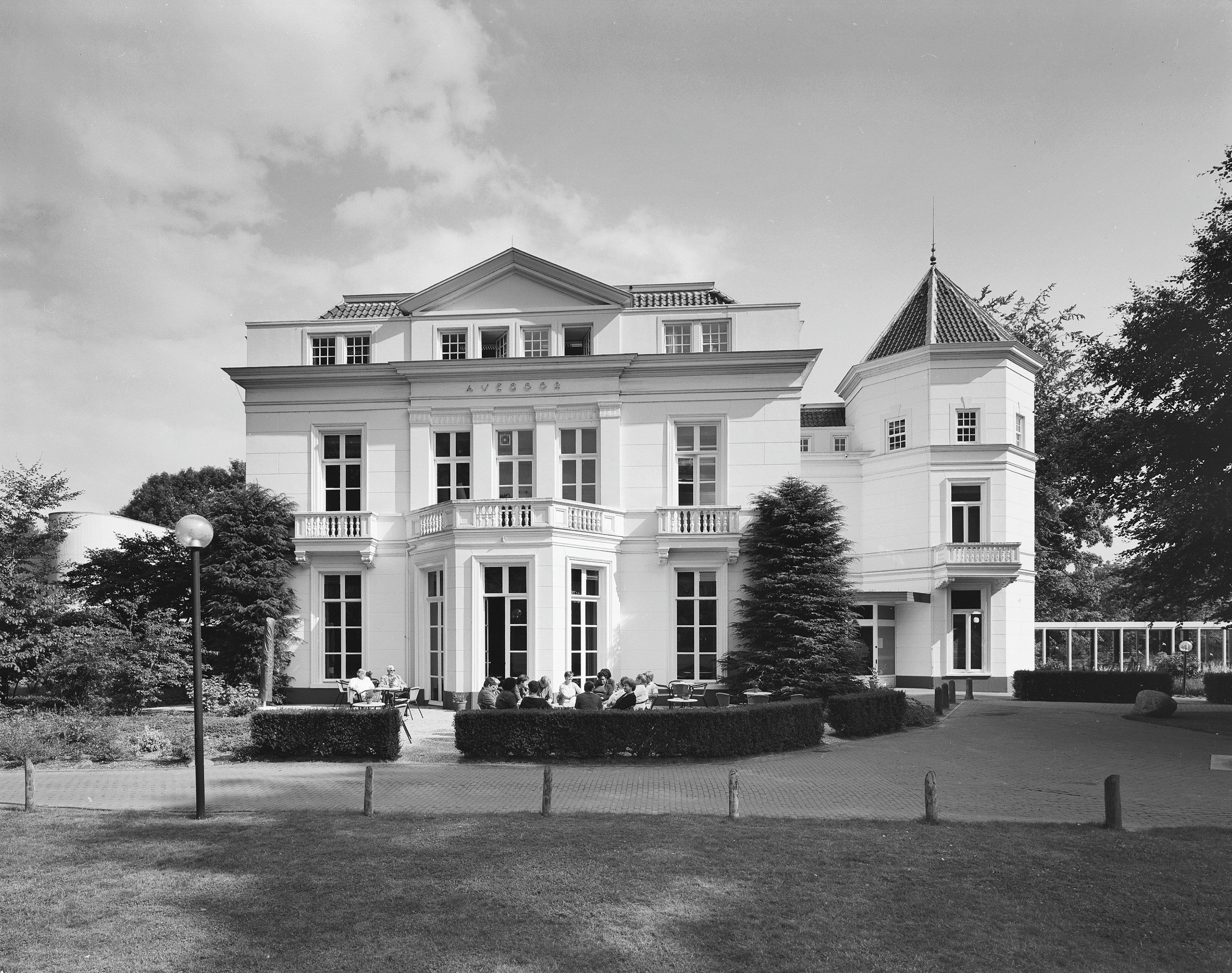
Huis Avegoor in Ellecom

Avegoor is een landgoed en buitenplaats ten zuiden van Ellecom op de zuidhelling van de Veluwe. De naam staat voor over-goor: gelegen boven een goor (een drassig gebied).

## Geschiedenis
Avegoor is een landgoed dat zeker vanaf de 15e tot in de 17e eeuw behoorde tot het bezit van het geslacht Van Middachten. In 1662 werd het aangekocht door Willem III van Oranje, prins van Oranje. Waarna het in het begin van de 19e eeuw weer terugkeerde naar Middachten, toen in het bezit van de graven Van Reede.  De weduwe van de 9e en laatste graaf van Athlone, Willem Gustaaf Frederik graaf van Reede (1780-1844), ging na het overlijden van haar man op het landgoed Avegoor wonen. Zij, een geboren jkvr. Wendela Eleonora Boreel (1792-1868), lid van de familie Boreel, vergrootte het landgoed en liet het huidige huis Avegoor bouwen.

### Familie Fagel
Na haar kinderloos overlijden in 1868 vererfde het op de familie van haar zus, jkvr. Maria Boreel (1793-1858), die getrouwd was geweest met mr. Jacob baron Fagel (1766-1835), lid van de Raad van State en ambassadeur, en lid van de familie Fagel. Hun jongste dochter, jkvr. Wendela Frederica Françoise Fagel (1827-1894), hofdame van prins en prinses Frederik, overleed op het huis, net als haar echtgenoot, jhr. Guillaume Albert Charles Herman van Goedecke (1816-1885), majoor en adjudant van koning Willem III en van prins Frederik, laatste lid van de familie Von Goedecke. In 1890 overleed op het huis de zwager van Von Goedecke, mr. F.H.R.R. baron Fagel (1828-1890), opperhofmaarschalk. Daarna ging het huis over op een zoon van die laatste, de laatste mannelijke telg van het geslacht Fagel, J.J. baron Fagel (1859-1928) die in 1922 het op Avegoor bewaarde familiearchief Fagel in bruikleen overdroeg aan het Algemeen Rijksarchief.

### Jongste geschiedenis

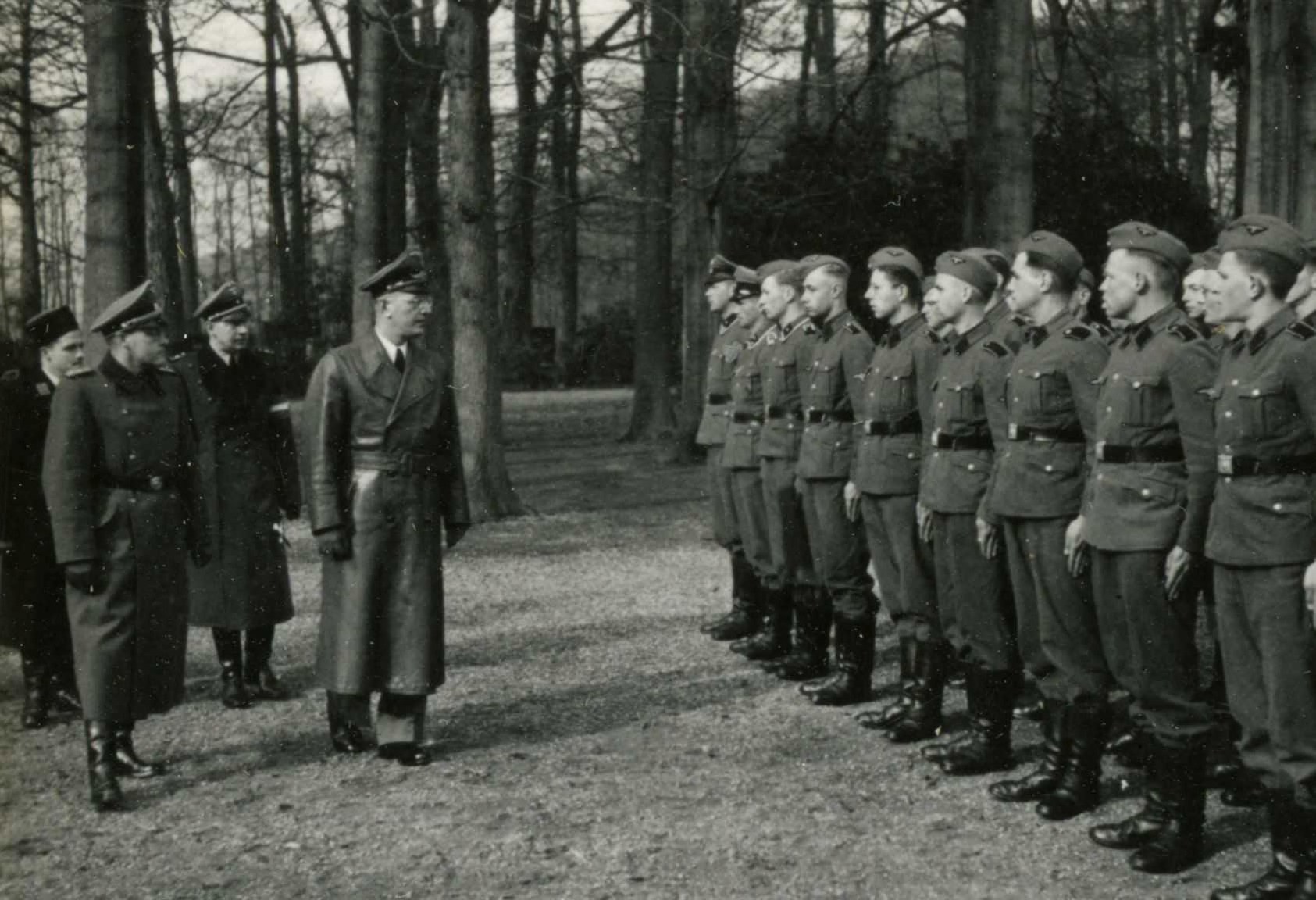
Bezoek van Seyss-Inquart, Mussert en Rauter aan het SS-opleidingskamp.

In 1924 werd het aangekocht door de gemeente Rheden die er aanvankelijk het gemeentehuis in wilde vestigen maar dit ging niet door. In 1927 verkocht de gemeente een gedeelte van het landgoed, met het huis, aan de ''NV Avegoor vacantieoord van den Nederlandschen Bond van Personeel in Overheidsdienst".
In september 1940 werd het toenmalige Troelstra vakantieoord Avegoor door de Duitsers gevorderd.  In mei 1941 vestigde de Nederlandsche SS er een opleidingskamp onder de naam SS-Schule Avegoor. Voor de aanleg van een sportveld met atletiekbaan en een grote hal werden in september 1942 139 joodse dwangarbeiders aangevoerd uit Den Haag, Rotterdam en Amsterdam. Tot november 1942 werden de "Ellecommers" afgebeuld, uitgehongerd en mishandeld, en daarna vermagerd en verzwakt afgevoerd naar Westerbork. Voor hen is in 1995 een monument geplaatst bij de sporthal.
Na de slag om Arnhem werd het complex in gebruik genomen als noodhospitaal. De SS-school week uit naar Hoogeveen. Na de bevrijding werd Avegoor een interneringskamp (tot in 1949). Vervolgens kwam het na restitutie opnieuw aan de ambtenarenbond (later: AbvaKabo) die het in 2008 verkocht aan Fletcher Hotels. Sinds 2013 is het in gebruik als hotel.